# باري ويتفيلد
باري ويتفيلد (بالإنجليزية: Barry Whitfield)‏ هو عازف بيانو بريطاني، ولد في 10 أبريل 1954.